# Megasema nunatrum
Megasema nunatrum là một loài bướm đêm trong họ Noctuidae.